# Șopotu Vechi
Șopotu Vechi – wieś w Rumunii, w okręgu Caraș-Severin, w gminie Dalboșeț. W 2011 roku liczyła 637 mieszkańców. 